# Horní Kounice
Pour l'autre localité tchèque appelée Kounice, voir Dolní Kounice.
Horní Kounice (en allemand : Oberkaunitz) est une commune du district de Znojmo, dans la région de Moravie-du-Sud, en Tchéquie. Sa population s'élevait à 304 habitants en 2019.

## Géographie
Horní Kounice se trouve à 12 km à l'ouest-sud-ouest de Moravský Krumlov, à 21 km au nord-nord-est de Znojmo, à 39 km au sud-ouest de Brno et à 171 km au sud-est de Prague.
La commune est limitée par Rouchovany et Rešice au nord, par Tulešice et Čermákovice à l'est, par Trstěnice et Medlice au sud, et par Přeskače et Tavíkovice à l'ouest.

## Histoire
La première mention écrite de la localité date de 1235.